# Rueda de la fortuna (filosofía)

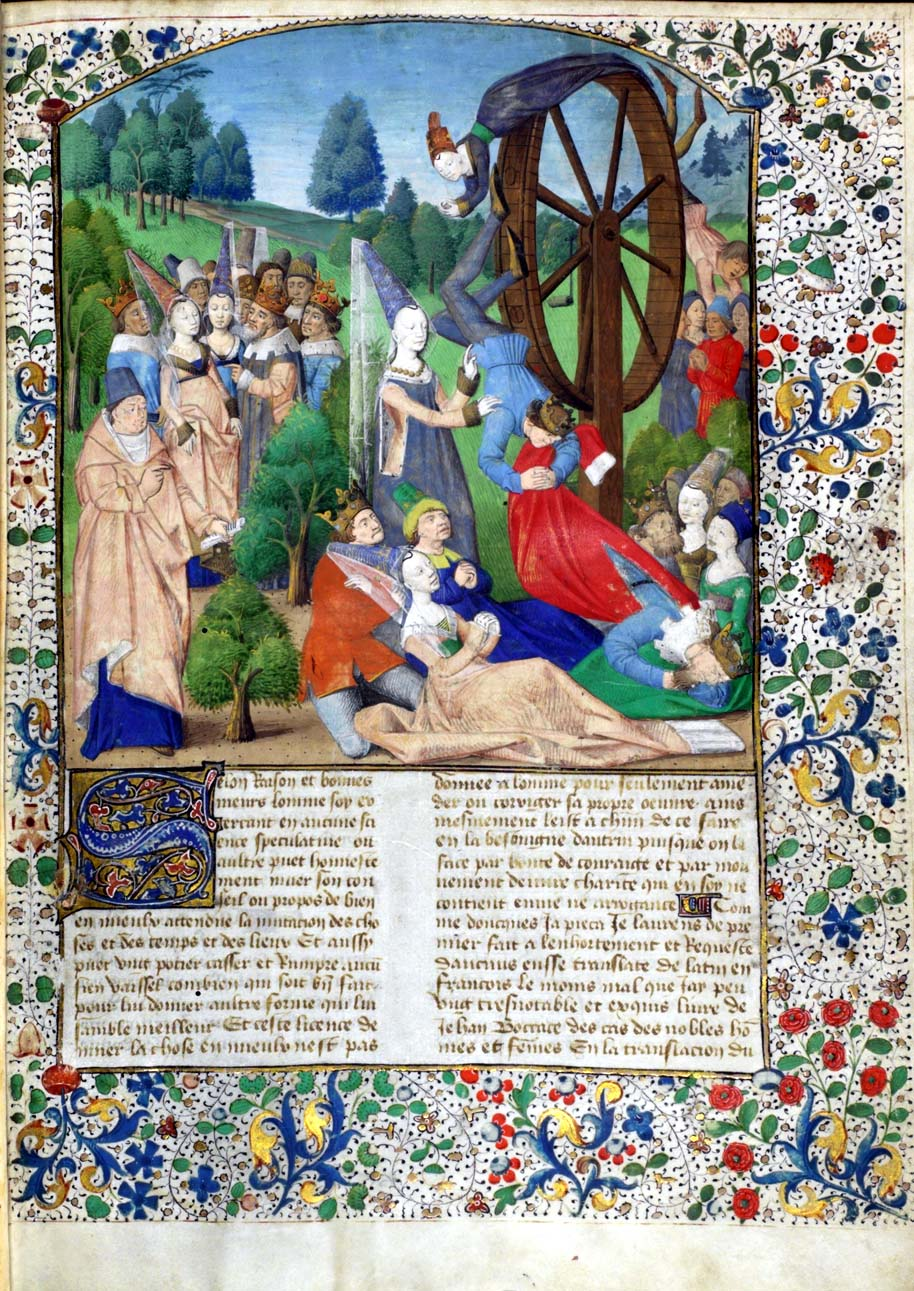
De una edición de De Casibus Virorum Illustrium de Boccaccio que muestra a Lady Fortune girando su rueda.

La Rueda de la Fortuna, o Rota Fortunae, como concepto de filosofía antigua y medieval simboliza la naturaleza caprichosa del Destino (Fatum en latín). La rueda se asocia a la diosa romana Fortuna (equivalente griego Tique) cuya mano la hace girar al azar, cambiando las posiciones de los que están en la rueda: algunos sufren grandes desgracias, otros ganan ganancias inesperadas: la «volubilidad de la fortuna» como recuerdo de «la fugacidad de las cosas mundanas».
La metáfora ya era un estereotipo en la Antigüedad, de la que se quejó Tácito, pero fue muy popularizada para la Edad Media por su tratamiento extendido en la Consolación de la Filosofía de Boecio escrita en el 523. Se convirtió en una imagen común en los manuscritos del libro, mostrada después en diversos soportes y formatos, donde Fortuna, a menudo con los ojos vendados, hace girar una gran rueda del tipo utilizado en los molinos de agua, donde se incluyen a reyes y otras figuras pudientes.

## Orígenes

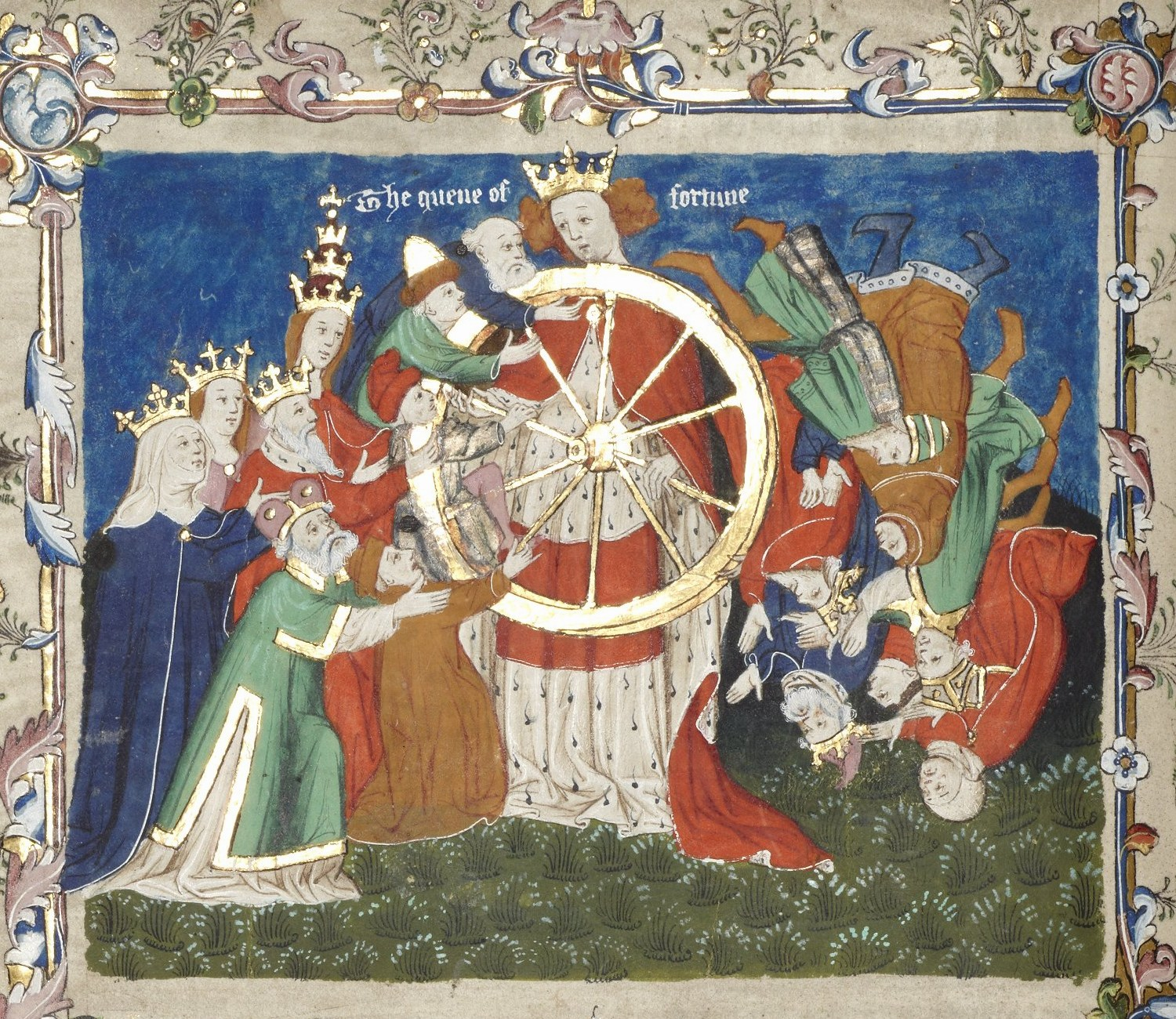
La "Reina de la Fortuna", ayudada por otras cuatro personificaciones, gira su rueda.

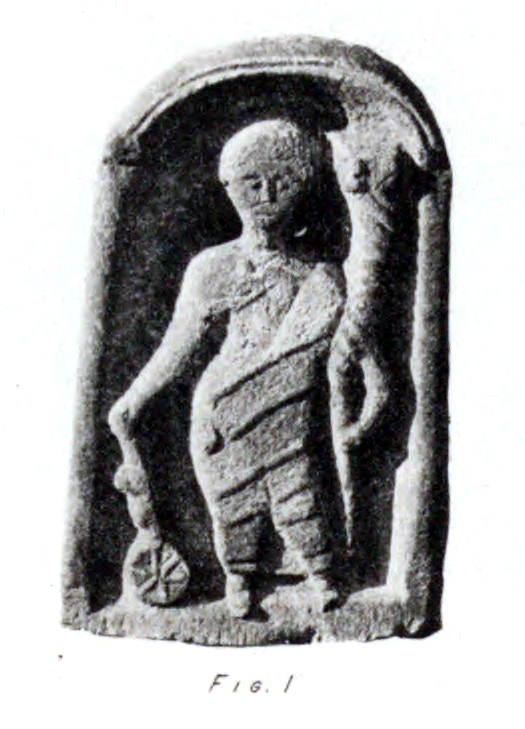
Estatuilla de Fortuna la divinidad romana, con gubernaculum (timón de barco), Rota Fortunae (rueda de la fortuna) y cornucopia (cuerno de la abundancia) hallado cerca del altar de Castlecary in 1771.

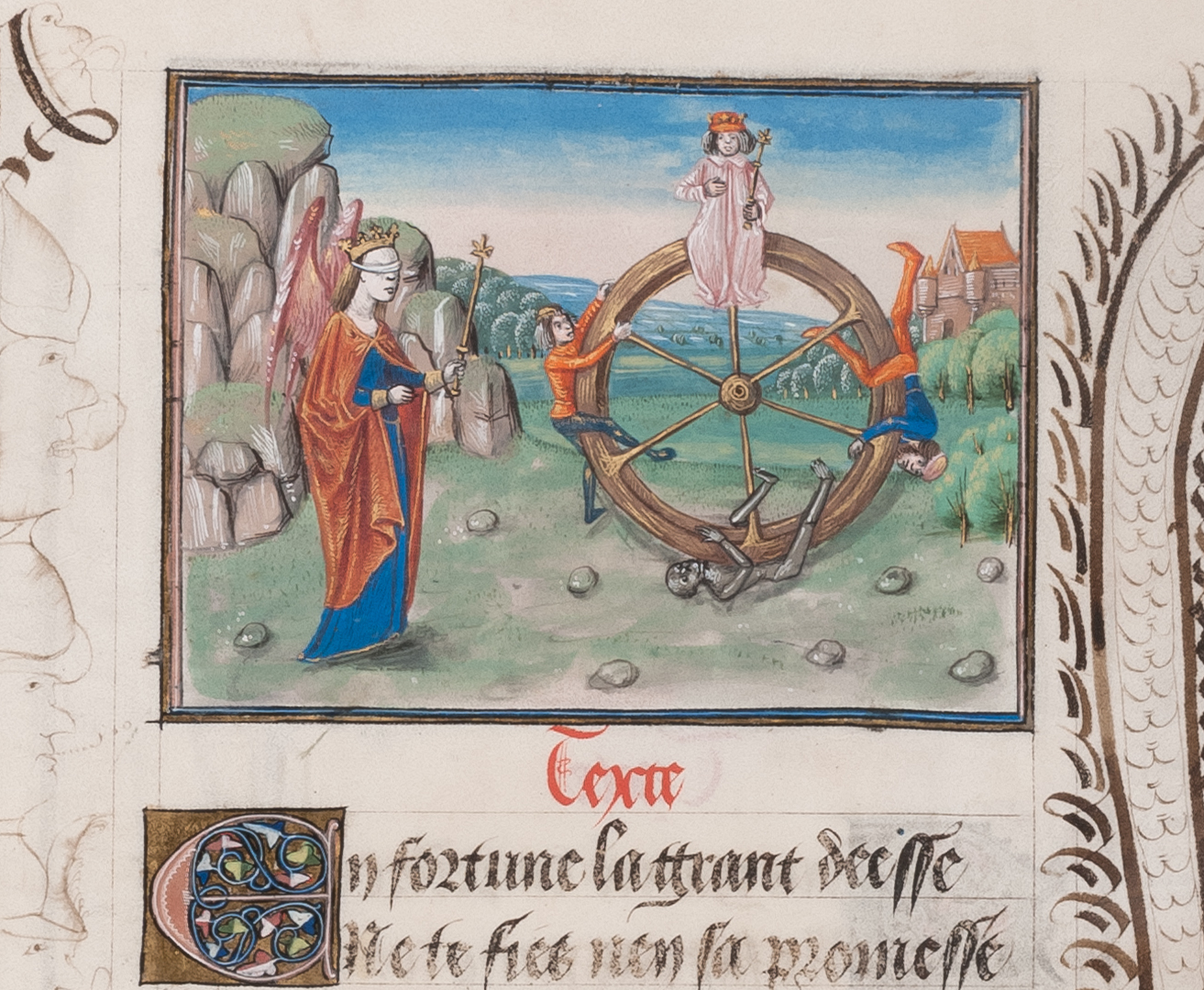
Ilustración de Jean Miélot a Epitre d'Othéa de Christine de Pizan ; Les Sept Sacrements de l'Eglise, c. 1455 en Waddesdon Mansión

El origen de la palabra "rueda de la fortuna" en el zodíaco, hace referencia a las esferas celestiales de las cuales la octava contiene las estrellas y la novena es donde se colocan los signos del zodíaco. El concepto fue probablemente desarrollado por primera vez en Babilonia y continuado posteriormente en la Grecia clásica.

Además de la tradición cultural grecorromana occidental y oriental, también existe un concepto un tanto similar en la Bhavacakra, o Rueda del devenir, representada en el arte y la literatura de la India antigua, excepto que las primeras concepciones en el mundo romano y griego implican una esfera tridimensional y no una rueda bidimensional, una metáfora del mundo. Esta concepción fue ampliamente utilizada en la percepción ptolemaica del universo, ya que el zodíaco es una rueda con sus "signos" que giran constantemente durante todo el año y tienen un efecto sobre el destino (o la fortuna) del mundo.

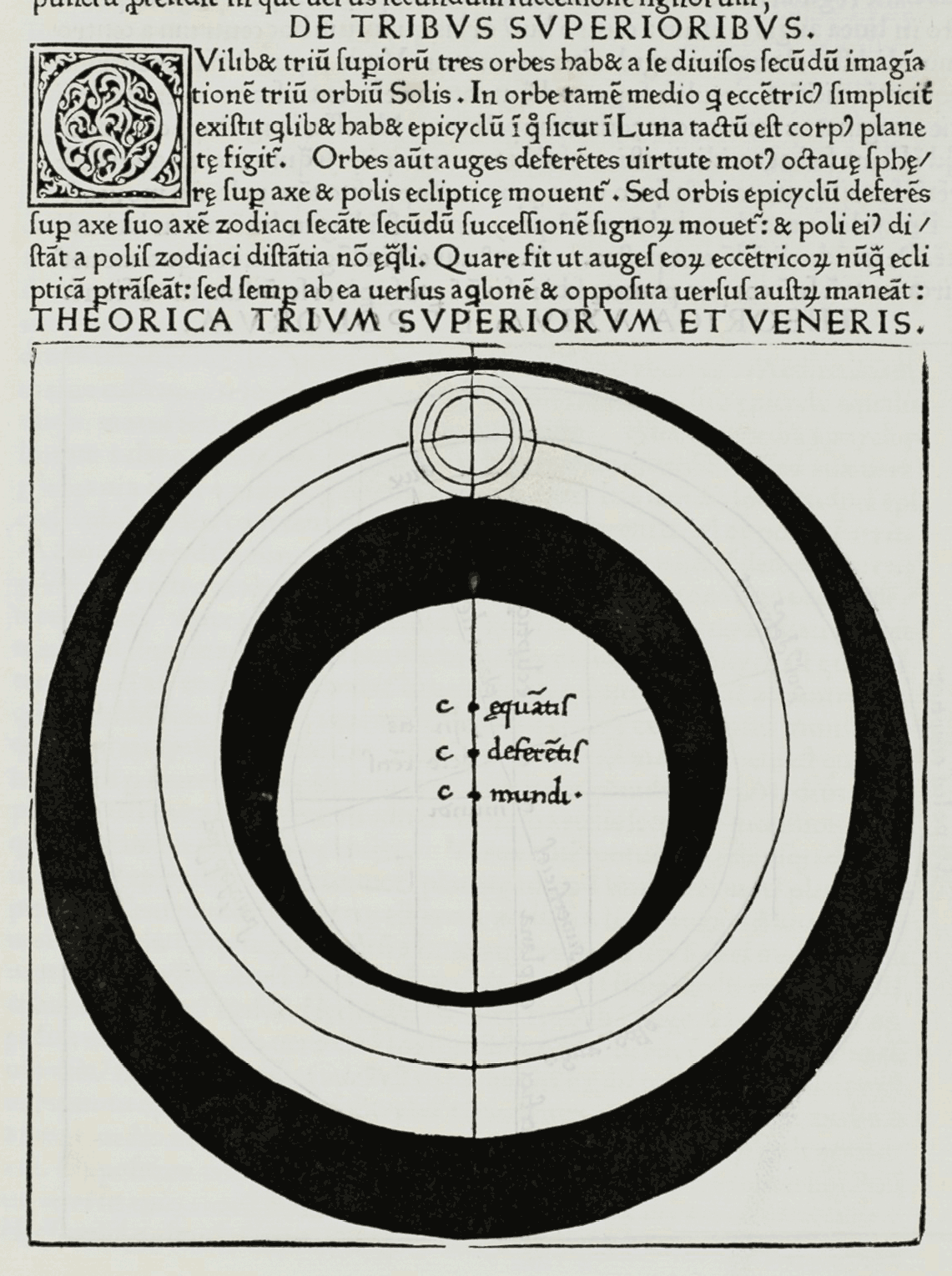
Modelo ptolemaico de las esferas de Venus, Marte, Júpiter y Saturno con epiciclo, deferente excéntrico y punto ecuante. Georg von Peuerbach, Theoricae novae planetarum, 1474.

En el siglo II a. C., el autor romano de tragedias Pacuvio escribió:

Fortunam insanam esse et caecam et brutam perhibent philosophi;

Saxoque instare in globoso praedicant volubilei:

Quia quo id saxum inpulerit fors, eo cadere Fortunam mautumant.

Insanam autem esse aiunt, quia atrox, incerta instabilisque sit;

Caecam ob eam rem esse iterant, quia nil cernat, quo sese adplicet;

Brutam, quia dignum atque indignum nequeat internoscere.
La diosa Fortuna es loca, ciega, bruta, afirman los filósofos;

nos la muestran sobre una piedra redonda móvil:

y dicen que viene a caer allí donde Fortuna lleva a la esfera.

loca, dicen, porque es cruel, incierta y mudable;

ciega, repiten, porque no ve adonde se dirige;

bruta, por no distinguir al digno del indigno de ella.
Marco Pacuvio

La idea de una esfera de la fortuna rodante se convirtió en un topos literario siendo un tema utilizado frecuentemente en la declamación. De hecho, la Rota Fortunae se convirtió en un excelente ejemplo de un reiterado topos o meme para el autor clásico Tácito, quien menciona su uso excesivo retórico en el Dialogus de oratoribus.
En el siglo II d. C., el astrónomo y astrólogo Vecio Valente escribió:
Hay muchas ruedas, la mayoría se mueven de oeste a este, pero algunas se mueven de este a oeste.
Siete ruedas, cada una sostiene un objeto celestial, la primera sostiene la luna...
Luego, la octava rueda contiene todas las estrellas que vemos...
Y la novena rueda, la rueda de la fortuna, se mueve de este a oeste,
e incluye cada uno de los doce signos de la fortuna, los doce signos del zodíaco.
Cada rueda está dentro de la otra, como la cáscara de una cebolla dentro de otra cáscara, y no hay espacio vacío entre ellas.

### Boecio
La rueda de la Fortuna fue decisivamente adoptada por el pensamiento medieval occidental. En ello desempeñó un papel clave el filósofo romano Boecio (c. 480–524) al utilizarla en su Consolación de la filosofía. Por ejemplo, del primer capítulo del segundo libro:
Conozco bien los múltiples disfraces de la fortuna, hasta el punto de prodigar fingidamente sus blandas caricias a los mismos a quienes intenta engañar, para luego abandonarlos repentinamente, sumidos en una insoportable desolación.
[... ]

 Si te sometiste, pues, a la dirección de la fortuna, tendrás que adecuar tu conducta a su dueña. ¿Pretenderás, acaso, detener el rumbo tan cambiante de su rueda? ¿No ves, ¡oh, el más obtuso de los mortales!, que si la fortuna se detiene, deja de ser lo que es?.

## En la Edad Media

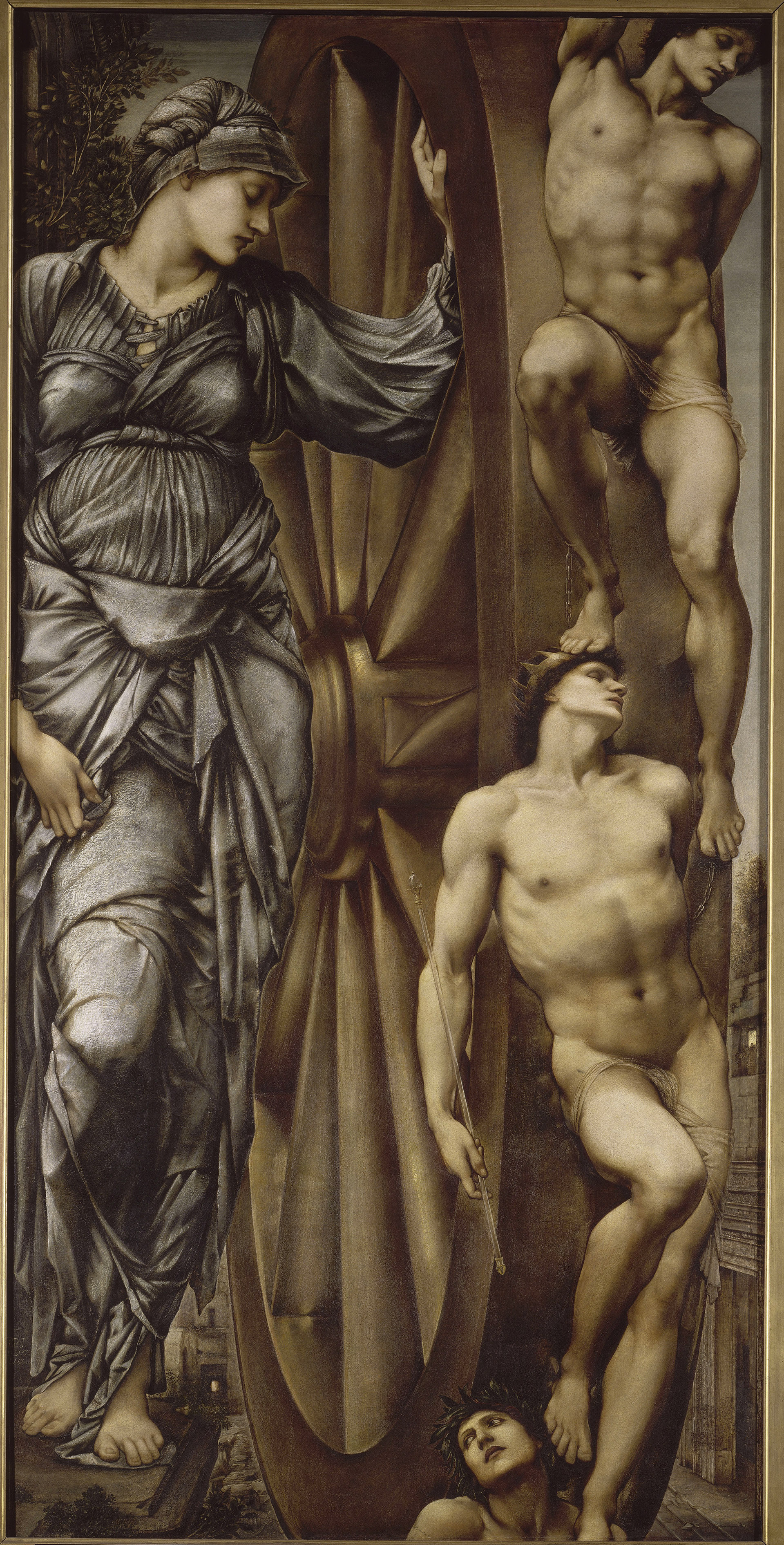
La rueda de la fortuna de Edward Burne-Jones, 1875–1883

### Instrucción religiosa
La rueda se usó ampliamente como alegoría en la literatura y el arte medievales para ayudar a la instrucción religiosa. Aunque clásicamente la rueda de la fortuna podía ser favorable y desventajosa, los escritores medievales preferían concentrarse en el aspecto trágico, insistiendo en la caída de los poderosos, sirviendo para recordar a la gente la temporalidad de las cosas terrenales. En la literatura castellana, el marqués de Santillana con su Diálogo de Bías contra Fortuna, el Laberinto de Fortuna de Juan de Mena, así como Jorge Manrique tanto al escribir A la fortuna como en las más conocidas Coplas por la muerte de su padre, sin que falte su mención recurrente en La Celestina.
En la literatura inglesa, la obra de moralidad Everyman (c. 1495), por ejemplo, la muerte llega inesperadamente para reclamar al protagonista. La rueda de la fortuna ha hecho girar a Everyman bajo, y se necesitan buenas acciones, que anteriormente descuidó, para asegurar su pasaje al cielo. También Geoffrey Chaucer utilizó mucho el concepto de la trágica rueda de la fortuna constituyendo la base del Cuento del monje donde relata las historias de los grandes humillados a lo largo de la historia, incluidos Lucifer, Adán, Sansón, Hércules, Nabucodonosor, Belsasar, Nerón, Alejandro Magno, Julio César y Pedro I de Chipre.
La rueda de la fortuna a menudo aparece en el arte medieval, desde manuscritos hasta grandes rosetones en muchas catedrales medievales, que se basan en la rueda. Característicamente, tiene cuatro estantes, o etapas de la vida, con cuatro figuras humanas, generalmente rotuladas a la izquierda regnabo (yo reinaré), en la parte superior regno (yo reino) y suele estar coronada, descendiendo a la derecha regnavi (reiné) y la figura humilde en la parte inferior está marcada sum sine regno (estoy sin reino). Dante empleó la Rueda en el Infierno y apareció una carta de triunfo de la "Rueda de la Fortuna" en la baraja del Tarot (alrededor de 1440, Italia).

### Instrucción política

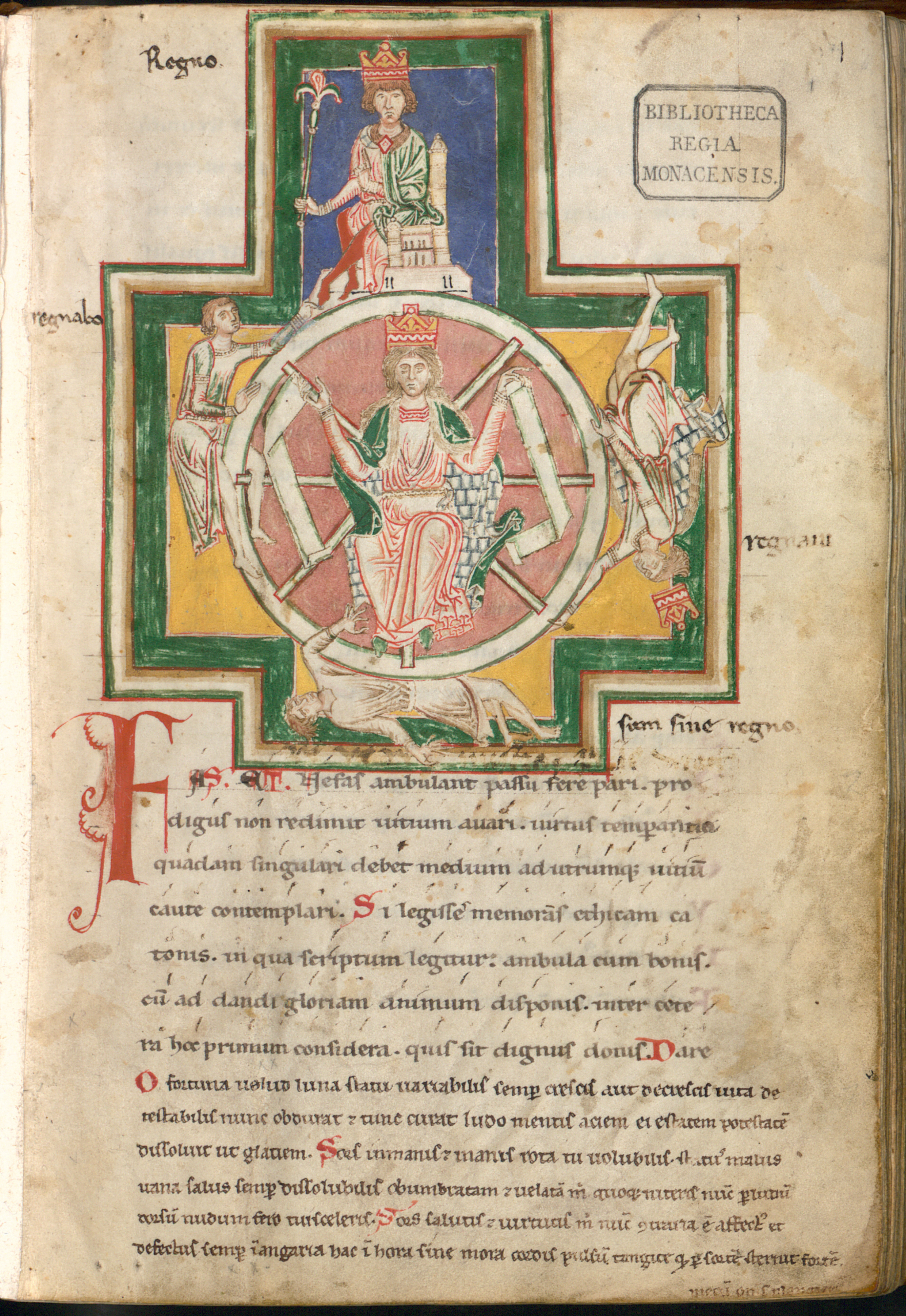
La rueda de la fortuna del Códice Burana ; Las figuras están etiquetadas como "Regno, Regnavi, Sum sine regno, Regnabo": Yo reino, yo reiné, yo no tengo reino, yo reinaré

En el período medieval y renacentista, un género popular de escritura era "Espejos para príncipes", que establecía consejos para las clases dominantes sobre cómo ejercer el poder (el más famoso es El príncipe de Niccolò Machiavelli). Tales tratados políticos podrían usar el concepto de la Rueda de la Fortuna como una guía instructiva para sus lectores. La caída de los príncipes de John Lydgate, escrita para su mecenas Humphrey, duque de Gloucester, es un ejemplo digno de mención.

Muchos romances artúricos de la época también usan el concepto de la Rueda de esta manera, a menudo colocando a los Nueve Dignos en varios puntos.
... la fortuna es tan variable, y la rueda tan movible, que no hay permanencia constante, y eso puede ser probado por muchas crónicas antiguas, del noble Héctor, y Troilo, y Alisandro, el poderoso conquistador, y muchos otros más; cuando estaban más en su realeza, descendieron más bajo. ~ Lancelot en Le Morte d'Arthur de Thomas Malory, Capítulo XVII.
Al igual que Mirrors for Princes, esto podría usarse para transmitir consejos a los lectores. Por ejemplo, en la mayoría de los romances, el mayor logro militar de Arturo, la conquista del Imperio Romano, se ubica al final de la historia general. Sin embargo, en la obra de Malory, la conquista romana y el punto culminante del reinado del rey Arturo se establecen muy pronto. Así, todo lo que sigue es algo así como un declive. Arthur, Lancelot y los otros Caballeros de la Mesa Redonda están destinados a ser los modelos de la caballería, sin embargo, en la narración de la historia de Malory, están condenados al fracaso. En el pensamiento medieval, solo Dios era perfecto, e incluso una gran figura como el Rey Arturo tenía que ser humillada. Para el noble lector del cuento en la Edad Media, esta moraleja podría servir como advertencia, pero también como algo a lo que aspirar. Malory podría estar usando el concepto de la rueda de la fortuna para implicar que si incluso el más grande de los caballeros caballerescos cometía errores, entonces un noble normal del siglo XV no tenía que ser un modelo de virtud para ser un buen caballero.

### Carmina Burana

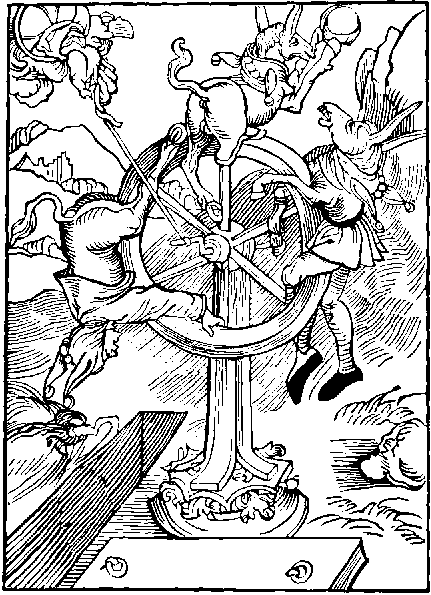
Rueda de la fortuna en Narrenschiff de Sebastian Brant, xilografía de A. Dürer

El motivo de la rueda de la fortuna aparece significativamente en el Carmina Burana (o Códice Burana), aunque con una ortografía fonética posclásica de la forma genitiva Fortunae. Extractos de dos de los poemas más conocidos de la colección, "Fortuna Imperatrix Mundi (Fortuna, emperatriz del mundo)" y " Fortuna plango vulnera (Me lamento por las heridas de la fortuna)", dicen:
| Sors immanis et inanis, rota tu volubilis, status malus, vana salus semper dissolubilis, obumbrata et velata michi quoque niteris; nunc per ludum dorsum nudum fero tui sceleris. (...) Fortune rota volvitur; descendo minoratus; alter in altum tollitur; nimis exaltatus rex sedet in vertice caveat ruinam! nam sub axe legimus Hecubam reginam. | Suerte monstruosa y vacía, tu rueda gira, si está mal colocada, la salud es vana siempre se difumina, sombría y velada también a mí me mortificas; ahora en el juego llevo mi espalda desnuda por tu villanía. (...) La rueda de la Fortuna gira; un hombre es humillado por su caída, y otro elevado a las alturas. Todos muy exaltados; el rey se sienta en la cima, permítanle evitar la ruina ya que bajo la rueda leemos que Hécuba es reina. |

## Edad Moderna y Contemporánea
El tema de la Rueda de la Fortuna han permanecido como una imagen perenne a lo largo de la historia. La rueda de la fortuna también se puede encontrar en la Utopía de Tomás Moro.
William Shakespeare en Hamlet escribió sobre las "hondas y flechas de la escandalosa fortuna" y, de la fortuna personificada, de "romper todos los radios y pedazos de su rueda". Y en Enrique V, Acto 3 Escena VI son las líneas:
Pistola:
Bardolfo, un soldado firme y sano de corazón
y de corpulento valor, tiene por destino cruel
Y la furiosa rueda voluble de la fortuna vertiginosa
Esa diosa ciega,
que se yergue sobre la piedra rodante e inquieta—
Flüllen:
Por tu paciencia, Aunchient Pistol. Fortune está pintado ciego, con una bufanda delante de los ojos, para significarles que Fortune es ciego; y ella también está pintada con una rueda, para significarles, que es la moraleja de esto, que ella gira, es inconstante, es mutable y varía. Y su pie, miren, está fijo sobre una piedra esférica, que rueda, rueda y rueda.
Pistola:
La fortuna es enemiga de Bardolfo y le frunce el ceño;